# Dislipèmia
Les dislipèmies (o, menys usat, dislipidèmies) són alteracions en la quantitat de (lípids, triacilglicerols, àcids grassos, colesterol, fosfolípids) en la sang.
En les societats occidentals, la majoria de dislipidèmies són hiperlipidèmies, és a dir, una elevació dels lípids en la sang, sovint a causa de la dieta i l'estil de vida. Uns elevats nivells d'insulina durant molt de temps també poden produir una dislipèmia. De la mateixa forma, nivells més alts de [transferasa] O-GlcNAc (OGT, sigles en anglès per O-linked N-acetylglucosamine transferase) poden causar dislipèmia.

## Classificació
Els metges i els investigadors classifiquen les dislipèmies de dues formes diferents:
- Fenotip, o la presentació al cos (incloent-hi el tipus específic de lípid que augmenta)
- Etiologia, o la raó de la malaltia (genètica o efecte d'una altra malaltia). Aquesta classificació pot ser problemàtica, ja que la majoria de malalties impliquen la intersecció de condicionants genètics i d'estil de vida. Tanmateix, hi ha unes quantes malalties genètiques molt ben definides generalment senzilles d'identificar.